# 伏里村
伏里村是山东省枣庄市山亭区西集镇的一个行政村。

## 概况
伏里村位于西集镇驻地南约3公里，S83枣木高速公路南(后伏出口附近)、S245店韩公路东。
伏里村下辖前伏、后伏、西南庄、伏里新、老古泉、牛郎山等6个自然村，共1040户、3868人。属低山丘陵地貌，村内有双山、夹山、龟山等小山和建新水库。耕地面积约2450亩，主要种植小麦、玉米。
根据规划，村南将建枣庄机场。

## 历史沿革
旧称伏里村，据说为伏羲故里之意。又传说在隋朝该村出了一个姓戚的探花，建了探花府，人称其家为“府里”，后被讹称为“伏里”。
1966年因居民从山上迁至山下建新村，故改名为建新村。当时由前伏、西南庄、中街、后街四个自然村组成。
2000年改回原名伏里。
2002、2003年又加入牛郎山和老古泉两个自然村。

## 文化与旅游

### 建新遗址
村北有建新遗址，为大汶口文化中晚期遗存。2013年被列入全国重点文物保护单位。

### 龟山寨遗址
位于村西龟山上，是清朝军营遗址，属于山东省重点文物保护单位。

### 前伏遗址
村内有前伏遗址，为枣庄市文物保护单位。

### 伏里土陶
伏里土陶是该村传统手工制陶技艺，据说距今已有5400年历史。2009年，被列入山东省级非物质文化遗产。